# Trichaphodius lomsakensis
Trichaphodius lomsakensis är en skalbaggsart som beskrevs av Zdzisława Stebnicka 1992. Trichaphodius lomsakensis ingår i släktet Trichaphodius och familjen Aphodiidae. Inga underarter finns listade i Catalogue of Life.